# جاكوب رايس (سياسي)
جاكوب رايس (بالإنجليزية: Jacob Rice)‏ هو سياسي أمريكي، ولد في 7 مارس 1847، وتوفي في 1930. حزبياً، نشط في الحزب الديمقراطي. وقد انتخب عضو جمعية ولاية نيويورك وانتخب عضو مجلس ولاية نيويورك.